# 三重外湾漁業協同組合
三重外湾漁業協同組合（みえがいわんぎょぎょうきょうどうくみあい）は、三重県度会郡南伊勢町奈屋浦に本所を置く、漁業協同組合。志摩市から尾鷲市までの熊野灘沿岸域を管轄し、組合員は8千人を超え、組合員数では日本最大の漁業協同組合である。

## 経営
三重外湾漁業協同組合（JF三重外湾）は、本所、支所、事業所、管轄地区の4層構造になっており、志摩市・尾鷲市・南伊勢町・大紀町・紀北町の2市3町を管轄する。管内は広く、端から端まで自動車で移動すると3 - 4時間ほどかかる。
組合員数は2018年（平成30年）3月現在8,682人で、そのうち女性組合員が1割強、正組合員（年間90日以上漁業に従事する者）は3割弱である。正組合員の7割は漁業者（漁業経営者）であり、残りは漁業従事者（被雇用者など）や法人の組合員（漁業生産組合・漁業を営む法人）である。6割強を占める准組合員は、ほぼ全員が管轄地区内に居住する地元住民であり、正組合員の資格審査の厳格化によって、准組合員に降格した組合員が多い。出資金のおよそ半分を准組合員からの出資で賄っているため、事務方は准組合員の脱退防止に努めている。正組合員の後継者や配偶者が組合員資格を継承する場合は、正組合員として相続できるが、新規就漁者の場合は資格要件の年間90日以上を満たす場合でも「様子見」として准組合員からスタートする場合もある。
年間の水揚げ高は約130億円で、全国漁業協同組合連合会（全漁連）が掲げる安定した漁協の目安の50億円を大きく上回っている。漁法別にみると、中型まき網による水揚げ金額が最も多く41%を占め、続いて大型定置が17%、エビ刺し網が12%となっている。水揚げ重量ベースで見ると、中型まき網は82%を占め、他の漁法を圧倒している。一方、経営体数が最も多い漁法は一本釣りの878経営体であり、地区ごとの漁法の差異が大きい。
漁協が手掛ける事業は販売、購買、共済、製氷冷凍冷蔵などの一般的な漁協事業のほか、組合自らが定置網漁やカキ養殖などを行う「自営事業」、老人福祉施設の運営や介護支援を行う「介護福祉事業」、船員職業紹介、技能実習生の受け入れ、礫浦簡易郵便局の運営受託など多岐に及ぶ。2017年（平成29年）度の事業総利益は14億218万円で、そのうち4割弱が販売事業による利益である。経費を差し引いた事業利益は2832万円にすぎないが、事業外収益（出資配当金、賃貸料など）が大きな黒字であったため、経常利益は9583万円である。

### 事務組織
2020年（令和2年）3月31日現在、職員数は191人、理事数は23人である。2010年（平成22年）の発足時はパートタイマーを含め約250人の職員がいたが、徐々に減らしている。職員は事務作業のほか、市場の運営や高齢漁業者の水揚げ・選別作業の補助なども行う。
南伊勢町奈屋浦にある本所は、理事会の下に代表理事組合長と参事が置かれ、参事の下に監査課・財務課・総務指導課・購買課・共済課・介護施設まごころ、参事（販売流通担当）の下に販売流通課と和具定置が並ぶ。JF三重外湾発足時の本所は、管轄地域外である伊勢市に設置されていた。
管内は志摩市を管轄する志摩地区、度会郡（南伊勢町・大紀町）を管轄するくまの灘地区、北牟婁郡紀北町と尾鷲市を管轄する紀州地区の3つの地区に分けられる。その下の事業所は、志摩地区管内に2か所（安乗、和具）、くまの灘地区に1か所（南伊勢町のくまの灘事業所）、紀州地区管内に2か所（紀北町に1か所〔長島〕、尾鷲市に1か所〔尾鷲〕）の計5か所設置されている。事業所は、会計システムを導入して各種事業を取りまとめるとともに、所在地の地区（広域合併前の旧漁協に相当）のほか周辺地区を管轄する。事業所の下にある管轄地区数は55に上る。2015年（平成27年）時点では事業所と管轄地区の間に「出張所」が存在したが、2017年（平成29年）までになくなった。

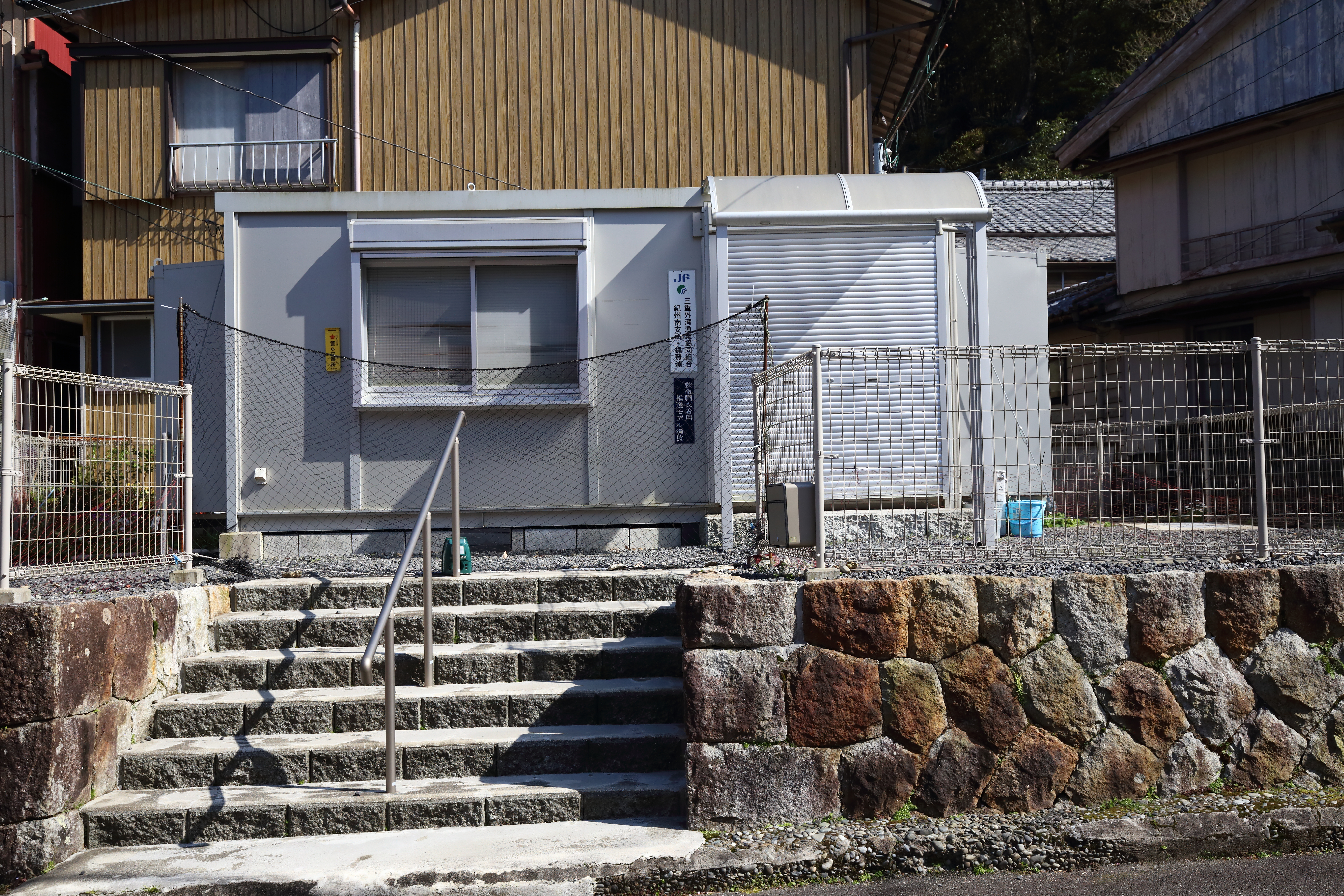
管轄地区の拠点の例（紀州地区尾鷲事業所梶賀浦）

管轄地区は事業所の管轄下に置かれる一方で、独自の拠点（広域合併前の旧漁協の建物）を有する。ただし、その拠点に「営業所」などの名称は付かず、例えば尾鷲市早田町にある拠点は、「三重外湾漁業協同組合尾鷲事業所早田」と称する。漁業権の行使は旧漁協を単位とした地区ごとに為され、各地区には漁業権管理委員会が存在する。地域の個別事情があるため、JF三重外湾本所は漁業権行使を各委員会に任せており、委員会の開催頻度は月1回の地区もあれば年1回の地区もある。地区によっては対象となる漁業者が数人しかいないという場合もある。漁業権が地区ごとのままである一方、単一漁協となったことで、真珠養殖の避寒作業やアオサ（ヒトエグサ）の種付けのために他地区の漁場が利用できるようになるなどの合併効果も現れている。

#### 旧組織

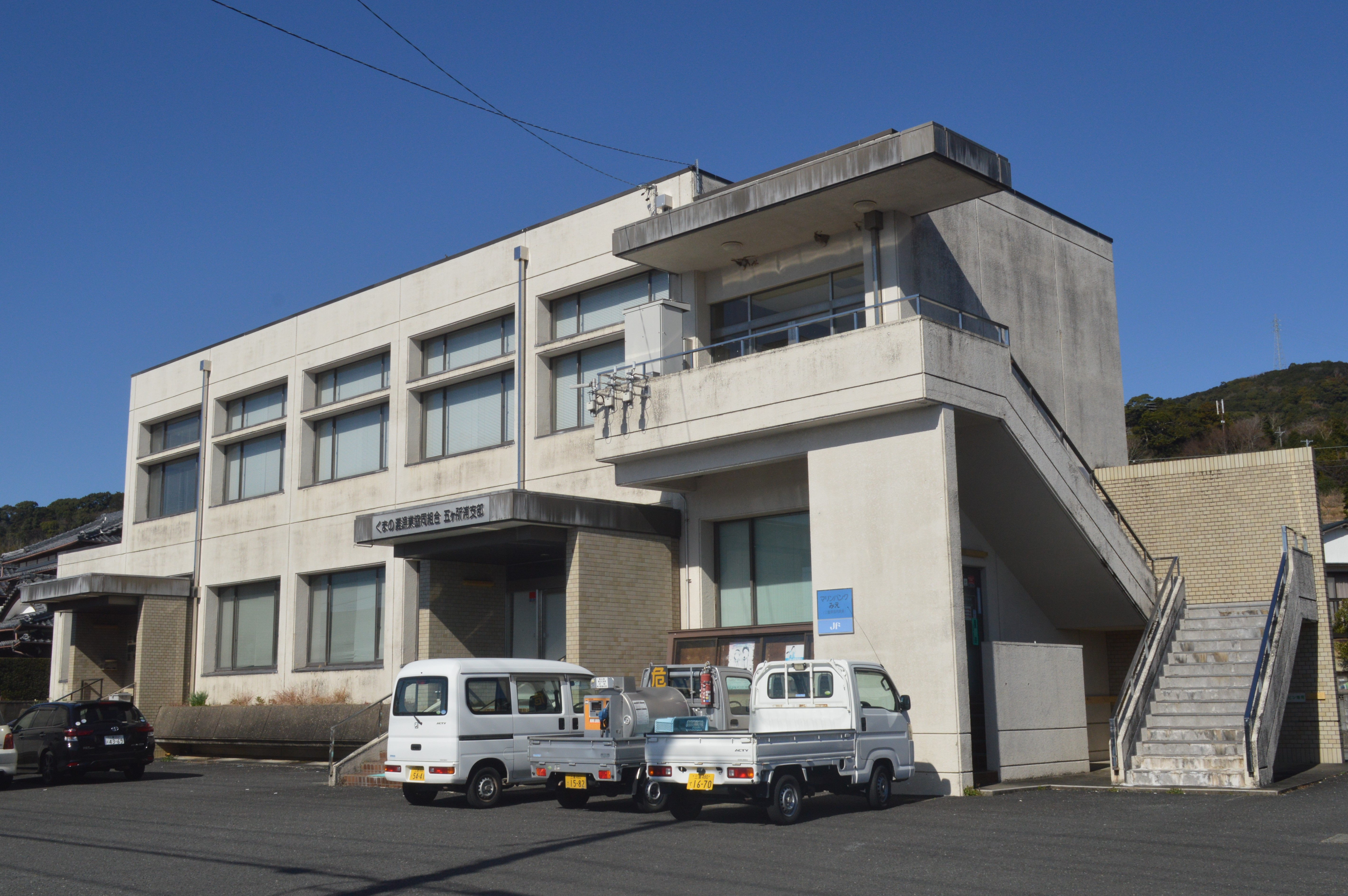
事業所の例（くまの灘支所五ヶ所事業所）

2017年（平成29年）時点の本所は、理事会の下に代表理事組合長、代表理事専務、本所常務理事、管理部門参事と事業部門参事が置かれ、管理部門の下に総務部・指導部・管理部、事業部門の下に販売部・事業部・自営部の計6部が並び、さらにその下に課が連なっていた。その下に、志摩市を管轄する志摩支所、度会郡（南伊勢町・大紀町）を管轄するくまの灘支所、北牟婁郡紀北町と尾鷲市を管轄する紀州支所が設置され、くまの灘支所は本所に併設、志摩支所は志摩市阿児町鵜方、紀州支所は紀北町長島にあり、志摩と紀州の両支所には常務理事が就いていた。
支所の下には事業所があり、志摩支所管内に4か所（安乗、和具、波切、浜島）、くまの灘支所管内に5か所（南伊勢町に4か所〔宿田曽、五ヶ所、奈屋浦、神前浦〕、大紀町に1か所〔錦〕）、紀州支所管内に3か所（紀北町に1か所〔長島〕、尾鷲市に2か所〔尾鷲、三木浦〕）の計12か所設置されていた。さらにその下には34の管轄地区が置かれていた。

### 市場経営

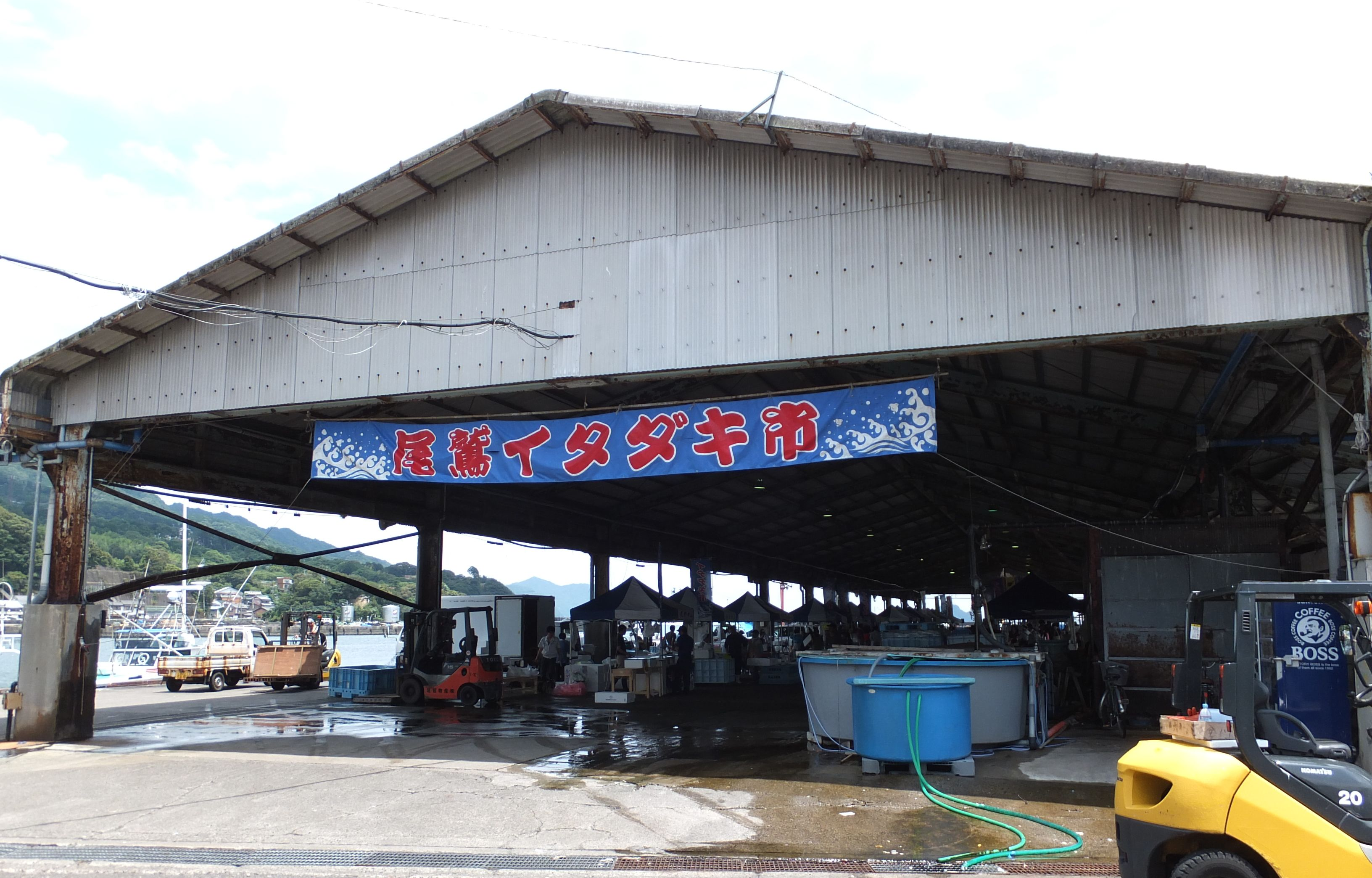
尾鷲地方卸売市場

JF三重外湾の管内はリアス式海岸の入り組んだ海岸線が連なり、多数の小規模な漁港が存在し、各漁港に産地卸売市場（魚市場）が設けられている。JF三重外湾が運営する市場は28市場あり、イセエビを取り扱う市場だけでも22市場ある。JF三重外湾では7市場に集約することを目標とし、安乗漁港と長島漁港を管内の拠点市場に位置付けている。JF三重外湾の管内であれば、仲買人はどの市場でも買い付けることができ、広域合併によって各市場では仲買人の数が増加した。
市場の運営方法は各市場で差異がある。より具体的には公開入札方式（いわゆる「競り」）を採用している市場もあれば封印入札方式（いわゆる「入札」）を採用しているところもあり、落札額を公表する市場としない市場がある。数は少ないが、価格を順々に競り下げていくダッチ・オークション方式を採用する市場もある。木下祐希らの研究によれば、入札額を公開する市場のイセエビは、公開しない市場よりも高値で取引される傾向にあるが、落札額を公開しない市場では1番の入札額と2番の入札額の差が大きくなり、結果として高値取引になることもありうるという。
イセエビの競り・入札にかかる時間は1分以内の市場がほとんどであるが、中には3 - 5分以上かかる市場もある。競り・入札の時間は入札方式とは関係なく、新たな入札者が現れる限り継続するという性格のため、入札回数が多いと取引時間が長くなり、競争率が高まって取引価格も高くなる傾向がある。ただし取引時間がかかりすぎると、他市場で競り・入札に参加する仲買人に代理入札してもらい、他市場で目的の水産物を確保する「口銭買い」を行う仲買人が増えるため、取引価格が下がってしまう可能性もある。また仲買人の数もばらつきがあり、3人以下の市場と10 - 15人の市場の数はともに3市場である。
管内で最大の市場は、本所のある奈屋浦市場であり、2017年（平成29年）の売上金額は45億1728万円であった。奈屋浦の仲買人は17業者おり、ほとんどが南伊勢町の業者であるが、四日市市や桑名市など北勢の業者も存在する。上位4業者が重量ベースで88.2%、金額ベースで76.5%を買い付けており、特定の業者に支えられているのが実情である。買付額・買付量ともに1位の仲買人は、主に餌料用としてサバやカタクチイワシを奈屋浦市場から調達し、主に三重県内の養殖業者に販売している。

## 歴史
1998年（平成10年）の漁業協同組合合併促進法の施行以降、全漁連は「1県1漁協」を合言葉に漁協合併を推奨し、三重県でもその前段階として、いくつかのブロックに分かれて合併の議論が行われた。その前段階として2000年（平成12年）6月1日に南勢町・南島町（後に合併して南伊勢町）の16漁協が合併して「くまの灘漁協」が、2002年（平成14年）7月1日に阿児町・浜島町・大王町・志摩町（後に合併して志摩市）の18漁協が合併して「志摩の国漁協」が相次いで発足した。くまの灘漁協は組合員数3,767人で、静岡県浜名郡舞阪町（現・浜松市中央区）の浜名漁業協同組合（3,417人）を抜いて日本最大の組合員数を抱える漁協となったが、6,999人の志摩の国漁協の発足により追い抜かれた。しかし両漁協をはじめ、三重県南部（外湾地区）には多額の欠損金を抱える「要改善漁協」が集中しており、2008年（平成20年）7月には鳥羽市以南の21漁協が合併推進協議会を立ち上げて更なる広域合併を模索した。そのうち4漁協が早期に合併議論から離脱し、合併調印式までにさらに5漁協が抜けて12漁協の合併により、2010年（平成22年）2月1日に三重外湾漁業協同組合が発足した。
発足当初の組合員数は12,485人でやはり日本一であり、水揚高ベースでは約148億円と三重県総額の半分を占める大きな漁協となったが、合併前の12漁協のうち11漁協が要改善漁協の指定を受けており、累積欠損金は約44億円に達していた。このうち18億円が三重県信用漁業協同組合連合会（信漁連）から助成される見通しとなったため、堅実経営を続けていた県内の他の漁協から反発の声が上がり、合併反対の意見書が信漁連に提出されるなどの動きもあった。本所は管轄地域外である伊勢市中村町に設置し、志摩、くまの灘、紀州北、紀州南の4支所を構えた。くまの灘漁協で組合長を務めた経験があり合併推進協議会長を務めた清水清三が初代組合長に就任した。
合併から間もない2010年（平成22年）2月28日、チリ地震に伴う津波が襲来し、養殖施設や定置網などが破壊され2億1200万円の被害が発生した。2011年（平成23年）3月11日の東北地方太平洋沖地震に伴う津波では三重県全体で50億円の被害が発生し、管内の南伊勢町迫間浦で最大の被害があった。2012年（平成24年）9月24日には紀州北支所所属のカツオ一本釣り漁船「堀栄丸」が宮城県の金華山沖で貨物船と衝突し、乗組員22人のうち13人が行方不明となる事故が発生した。
2016年（平成28年）5月2日、南伊勢町の古和浦漁協を吸収合併した。古和浦漁協は南伊勢町の漁協で唯一、くまの灘漁協、三重外湾漁協へ合流していなかったが、正組合員が79人まで減少し、単独経営が厳しくなったため三重外湾漁協との合併を選択した。同年5月26日・27日には志摩市の賢島で第42回先進国首脳会議（伊勢志摩サミット）が開かれ、交通規制が敷かれたことから、志摩市内の安乗・和具・浜島ではサミット期間中に休市した。一方、同じ志摩市の波切市場は近隣からの買い付けが多く、交通規制の影響は少ないとして開市した。
2018年（平成30年）9月3日、尾鷲市の2漁協（尾鷲・大曽根）と紀北町の海野漁協を吸収合併した。合併議論には熊野市の熊野漁業協同組合と南牟婁郡の紀南漁業協同組合も参加していたが、離脱した。

## 特色

### 直売事業

#### 朝獲れ鮮魚便
移動販売の原点となる、漁協による買い取り制度は、広域合併前の2000年（平成12年）に数種の買い付けやすい鮮魚をパック詰めないし袋詰めして販売するところから始まった。その目的は地元住民への水産物の供給と魚類の買い支えであった。当初は地元の鮮魚店の減少を受けて、住民が魚を買える場を作ることを目指し、冷凍車1台と数人のスタッフで始めた小さな活動であった。2010年（平成22年）にJF三重外湾が発足すると、販売事業を漁協の基幹事業として発展させるため、移動販売車2台（2トントラック）と加工施設を整備し、2017年（平成29年）度には9台の移動販売車で管内や都市部を巡回し、主力事業と言えるまでに成長した。移動販売車は「朝獲れ鮮魚便」を名乗っている。
まず、JF三重外湾の子会社である三重外湾漁協販売株式会社が仲買人とともに管内各地の競り・入札に参加して水産物を落札し、本所のある奈屋浦へ一旦集め、移動販売車に積み込んで各販売場所へ向かう。販売場所と日時は決まっており、貼り紙で周知する。販売地域は産地エリアと消費地エリアに大分され、前者はJF三重外湾の管内、後者は津市（4か所）と度会郡玉城町（アスピア玉城）であり、前者では干物に加工することを想定した大ロットでの販売や漁獲したままの無加工での販売を行い、後者では小ロット販売や切り身での販売を行っている。2014年（平成26年）時点では、名張市で販売を行っていた。
消費地エリアでは現地のスーパーマーケットの駐車場を借用して販売する。定期的に販売を行うことで固定客を獲得しており、利用者層は60 - 70代女性、商圏は徒歩利用で800 m、自動車利用で4 km圏内、購入金額は2,000円台の人が多い。売れ筋はアジ、イワシ、サバなどの青魚系であり、消費者からは鮮度と価格が支持を集めている。運営上の課題は、移動販売車の運転手の確保である。
2016年（平成28年）7月には、伊勢市や多気郡明和町を管轄する伊勢湾漁業協同組合が移動販売に進出し、自漁協管内の水産物にJF三重外湾から購入した水産物を加えて販売するようになった。

#### 魚々錦号
大紀町錦では、JF三重外湾の「朝獲れ鮮魚便」とは別に、「魚々錦号」（とときんごう）と名付けた移動販売車を運用している。魚々錦号は、旧・錦漁協（現・JF三重外湾くまの灘支所錦事業所）の下部組織・大紀町漁業活性化推進協議会の実動部隊である魚々錦会が2016年（平成28年）から運行する。
2006年（平成18年）に発足した大紀町漁業活性化推進協議会と魚々錦会では、浜値（卸売価格）と小売価格の格差や、小売店に輸入魚・解凍魚ばかりが並ぶ現状に疑問を持ったことを契機に、2010年（平成22年）より魚食普及活動として「錦ぶりまつり」を開催するようになった。この経験を生かして、新鮮な魚を消費者に供給することと、食べ方を直接消費者に伝えることを目的に、2016年（平成28年）から2台の移動販売車「魚々錦号」で直売を開始した。当初は「採算に合わなくても良いので広げたい」という思いで開始した活動であったが、常連客も付くようになり、活動開始前に比べ、漁師の収入が1割増加したという。
漁協の「朝獲れ鮮魚便」が魚介類中心なのに対し、「魚々錦号」では水産加工会社、漁師の妻、高校生らが開発した「伊勢まだいの塩麹漬け」などの加工品も合わせて販売する。販売場所は三重県各地で、山間部へも販売に出かける。定期販売は大紀町内4か所で行い、販売場所以外でも移動販売車を呼び止めて購入することができる。また魚々錦会は移動販売車で巡回するのみならず、常設の直売所「魚々錦」の経営も行っている。

### 介護福祉・葬祭事業
介護福祉事業は、JF三重外湾発足前のくまの灘漁協が行っていたデイサービス・居宅介護支援事業と、志摩の国漁協が行っていた介護用品の貸出事業を統合したものである。これは地域の深刻な高齢化を想定して着手したもので、介護施設「まごころ」を拠点として、散髪、食事、高齢者とのコミュニケーションなどのデイサービスを提供する。利用は組合員に限定されておらず、むしろ非漁業者の利用が多く、収支は黒字である。
葬祭事業は伝統的に漁協が担ってきた地域の風習を引き継いだもので、葬祭に使う飾り物などの貸し出しを行っている。

### 漁協による漁業の自営
JF三重外湾は「自営部」という部署を持ち、大型定置網1か統の経営とカキ・アオサノリの養殖を手掛けている。自営部によるカキ養殖は2013年（平成25年）から、アオサノリ養殖は2017年（平成29年）から始まり、地元業者の指導を受けながら試行が続いている。
養殖業への参入は、高齢漁業者への対応策としての側面がある。高齢漁業者は漁業を継続する意志を持っていることが多いが、体力の低下で満足に作業できなくなる人が増え、漁協職員が水揚げや選別を手伝うなど負担が増しており、高齢漁業者の家族は海難事故などで他の漁業者に迷惑をかけるのではないかと不安を抱えている。しかし漁業を引退すると、病気にかかったり、気力が低下したりする高齢漁業者が少なくないため、自営事業を興して高齢漁業者を雇用し、漁業を続けてもらおうという計画である。組合員数の減少により養殖漁場の空きが出てきていることも自営事業の追い風となっているが、広い管内でどの漁場を使うかが課題となっている。

## 主な漁法と水産物

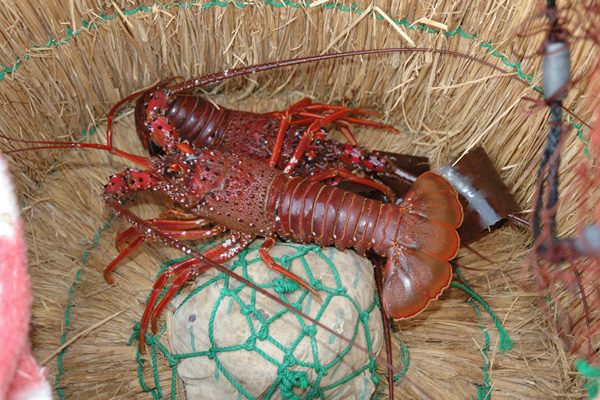
イセエビ（志摩市産）

広域を管轄する漁協であることから、管内の漁法と漁獲される水産物は多種多様である。

### 志摩地区
正組合員の採用する漁法は、多い順に魚貝藻類養殖（主にアオノリ）、海女漁業、刺し網（主にエビ）、一本釣りとなっている。主な漁獲対象はイセエビ、アワビ、サザエ、タイ、イサキ、アジ、ブリ、カツオ、トラフグ（あのりふぐ）である。

### くまの灘地区
正組合員の採用する漁法は、多い順に魚貝藻類養殖（主にマダイ）、まき網・遠近鰹鮪船・定置、刺し網、一本釣りとなっている。主な漁獲対象はマダイ、アワビ、サザエ、マグロ、イサキ、アジ、ブリ、カツオである。

### 紀州地区
正組合員の採用する漁法は、多い順に一本釣り（主にカツオ）、まき網・遠近鰹鮪船・定置、刺し網、延縄となっている。主な漁獲対象はサバ、アジ、イサキ、イワシ、カツオである。